# Nerocila arres
Nerocila arres là một loài chân đều trong họ Cymothoidae. Loài này được Bowman & Tareen miêu tả khoa học năm 1983.